# Fetch the Bolt Cutters
“Fetch the Bolt Cutters”는 미국의 싱어송라이터 피오나 애플의 다섯 번째 정규 음반으로, 2020년 4월 17일 발매되었다.

## 평가
| 전문가 평가         | 전문가 평가 |
| 총 점수             | 총 점수     |
| 출처                | 점수        |
| ------------------- | ----------- |
| AnyDecentMusic?     | 9.2/10      |
| 메타크리틱          | 98/100      |
| 평가 점수           |             |
| 출처                | 점수        |
| 가디언              | [ 3 ]       |
| 데일리 텔레그래프   | [ 4 ]       |
| 디 A.V. 클럽        | A           |
| 롤링 스톤           | [ 6 ]       |
| 엔터테인먼트 위클리 | A-          |
| 올뮤직              | [ 8 ]       |
| 인디펜던트          | [ 9 ]       |
| 타임스              | [ 10 ]      |
| 피치포크            | 10/10       |
| NME                 | [ 12 ]      |

“Fetch the Bolt Cutters”는 음악 평단으로부터 엄청난 극찬을 받았으며, 많은 평론가들이 역작이자 명반, 그리고 애플이 지금까지 발매한 작품 중 가장 빼어나다고 언급하였다. 리뷰 애그리게이터 사이트 메타크리틱에서는 28개의 리뷰를 통해 100점 중 평균 98점이 매겨지면서 메타크리틱에 등록된 음반 중 와다다 리오 스미스의 “Ten Freedom Summers” 다음으로 점수가 높은 음반이 되었고, AnyDecentMusic?에서는 25개의 리뷰를 통해 10점 만점에 9.2점을 받아 켄드릭 라마의 “To Pimp a Butterfly” 다음으로 높은 점수를 가진 음반이 되었다.
피치포크에서는 10점을 주어 카니예 웨스트가 2010년에 발매한 “My Beautiful Dark Twisted Fantasy” 이후 10년 만에 처음으로 만점을 받은 음반이 되었다. 리뷰를 쓴 젠 펠리는 "아무런 속박도 존재하지 않는, 일상의 거친 교향곡이자 고집이 센 명작이다"고 표현하며 "그 어떤 음악도 이와 비슷하지 않다"고 극찬하였다. 데일리 텔레그래프의 닐 맥코믹은 "#MeToo 시대의 걸작"이라는 제목의 리뷰에서 "한 여성의 분노와 취약함, 혼란과 지혜를 우리가 한 번도 들어보지 못한 방식으로 전달하는 음반"이라고 언급하면서 만점인 별 다섯 개로 평하였다. 가디언의 로라 바턴은 침묵을 거부하게 하는 음반이라고 쓰며 "결과적으로는 하나의 음반이라기보다는 8년이라는 긴 시간이 지나며 빨리 듣고자 하는 열망이 갑작스럽고도 장엄하게 분화한 것처럼 보인다"고 글을 마무리하였고, 자매지인 옵저버의 키티 엠파이어는 "흔치 않은 경력을 가진 음악가라고 해도 이색적이고 특출난 작품"이라고 말하고 별 네 개를 주며 호평했다. 타임의 주디 버먼은 "우리가 누구인지 이해하고, 우리가 누구였는지 다시금 볼 수 있는 일종의 지침서가 된다"고 묘사하였으며, 보스턴 글로브의 모라 존스턴은 "이상한 순간에서의 이상적인 음반"이자 "집에서 직접 만든 느낌과 경외감이 일종의 저항의 에너지를 준다"고 평하였다.
클레어 섀퍼는 롤링 스톤에 쓴 글에서 별 다섯 개 중 네 개 반을 주면서 "애플이 이렇게 자신감에 찬 모습을 본 적이 없었다. 이것만으로도 축하할 일이다"고 언급하였고, 애플의 음반 중 최고작이라고 호평하였다. 올뮤직의 스티븐 토마스 얼와인은 "분노가 가슴앓이와 유머, 극적인 기교와 함께 일어나는 감정의 변화, 마음을 누그러뜨리는 농담조의 말과 함께 공존한다. 예측할 수 없음이 복잡하고 심오하면서도 인간적인 느낌을 주고, 그 결과로 풍부한 감정과 카타르시스를 즐거이 느낄 수 있는 음반이 탄생하였다"고 묘사하였다. USA 투데이의 패트릭 라이언은 "현재 음악계에서 가장 뛰어난 이야기꾼의 밀도 있고 풍부하며 시적인 대작"이라고 이야기하고, "새로 들을 때마다 자신을 드러내는 날카로운 말과 호시절을 떠올리는 가사"에 찬사를 보냈다. 엔터테인먼트 위클리의 레아 그린블랫은 A-를 주며 애플 음악 전달 방식에 대해 "나름의 혼란스럽고 멋진 방법으로 20년 이상 그녀가 해왔던 것을 정확히 포착하였다"고 글을 썼다. NME는 "20년 동안 펼쳤던 경력에 지울 수 없는 메시지를 남긴다. 도취적이며, 그녀의 작품 중 단연 최고이다"고 언급하였으며, 스핀은 "자신의 악기를 완전히 사용할 줄 아는 음악가가 만든 음반"이라고 좋게 평하였다.
디 A.V. 클럽의 니나 코코런은 리뷰에 A를 주며 전작 이후 "완전한 집순이"가 되어버린 애플이 마치 모든 외부의 압력을 완전히 벗어 버렸다고 극찬하였다. 페이스트의 엘렌 존슨은 9.6점을 주며 "언제 발매를 할 지 정하였든 간에 극찬을 받았을 테지만, 2020년 봄에 발매한 것은 특히 시의적절하다고 느껴진다"고 글을 썼고, 인디펜던트의 알렉산드라 폴러드는 지난해 애플의 인터뷰에서 언급한 말을 인용하며 "이제 집을 나가면 안 되는 것이 법적 효력을 지니면서 애플은 20년 전 자신이 비난한 음악계로부터 멀찍이 떨어진 상태로 발매를 할 수 있었다"고 언급하며 만점을 주었다. 로스앤젤레스 타임스의 미카엘 우드는 "애플처럼 멋없는 모습을 보이려고 애쓰는 다른 팝 보컬리스트를 찾기 위해선 니나 시몬의 활동기 후반 정도는 가야 할 것"이라고 음반에서 보여준 음악을 호평하였다. 버라이어티에 리뷰를 작성한 크리스 윌먼은 "10분 전의 애플의 마음을 스친 듯 생생하게 들린다"고 쓰며 "이 음반이 있기에 2020년이 시간 낭비를 했던 해처럼 느껴지지는 않을 것"이라고 극찬하였다. 타임스의 윌 호지킨슨은 "독창적이고 매력적인 음반"이라고 말하며 "제작자의 비전이 여실히 표현되었고, 여러 해석이 가능할 만큼 깊으며, 껍질을 벗기면서 핵심을 보고 싶다"고 얘기하였다.

## 트랙 리스트
전체 작사·작곡: 표시된 곳 제외 피오나 애플
| #            | 제목                                                             | 재생 시간 |
| ------------ | ---------------------------------------------------------------- | --------- |
| 1.           | 〈I Want You to Love Me〉                                        | 3:56      |
| 2.           | 〈Shameika〉                                                     | 4:08      |
| 3.           | 〈Fetch the Bolt Cutters〉                                       | 4:58      |
| 4.           | 〈Under the Table〉                                              | 3:20      |
| 5.           | 〈Relay〉 (세바스천 스테인버그의 "My Kettle, My Cats" 샘플 포함) | 4:50      |
| 6.           | 〈Rack of His〉                                                  | 3:42      |
| 7.           | 〈Newspaper〉                                                    | 5:32      |
| 8.           | 〈Ladies〉 (애플 작사, 스테인버그, 다비드 가르자 작곡)           | 5:25      |
| 9.           | 〈Heavy Balloon〉                                                | 3:26      |
| 10.          | 〈Cosmonauts〉                                                   | 4:00      |
| 11.          | 〈For Her〉                                                      | 2:43      |
| 12.          | 〈Drumset〉                                                      | 2:40      |
| 13.          | 〈On I Go〉                                                      | 3:09      |
| 총 재생 시간 | 총 재생 시간                                                     | 51:49     |

### 내용주
1. ↑  메타크리틱에서 가장 높은 점수를 받은 음반 순위에서는 음반에 대한 리뷰가 7개 보다 적으면 순위에서 제외된다.

### 참조주
1. 1 2  “Fetch The Bolt Cutters by Fiona Apple reviews”. 《AnyDecentMusic?》 (영어). 2020년 6월 3일에 원본 문서에서 보존된 문서. 2021년 7월 20일에 확인함.
2. ↑  “Fetch the Bolt Cutters by Fiona Apple Reviews and Tracks”. 《메타크리틱》 (영어). 2020년 9월 17일에 원본 문서에서 보존된 문서. 2021년 7월 20일에 확인함.
3. 1 2  바턴, 로라 (2020년 4월 17일). “Fiona Apple: Fetch the Bolt Cutters review – a glorious eruption” [피오나 애플: Fetch the Bolt Cutters 리뷰 – 장엄한 폭발]. 《가디언》 (영어). 2020년 4월 18일에 원본 문서에서 보존된 문서. 2021년 7월 20일에 확인함.
4. 1 2  맥코믹, 닐 (2020년 4월 17일). “Fiona Apple, Fetch the Bolt Cutters review: a masterpiece for the #MeToo era” [피오나 애플, Fetch the Bolt Cutters 리뷰: #MeToo 시대의 걸작]. 《데일리 텔레그래프》 (영어). 2020년 4월 17일에 원본 문서에서 보존된 문서. 2021년 7월 20일에 확인함.
5. 1 2  코코런, 니나 (2020년 4월 17일). “With Fetch The Bolt Cutters, Fiona Apple hits a zenith of liberation and experimentation” [Fetch the Bolt Cutters로 피오나 애플은 자유와 실험의 정점에 닿았다]. 《디 A.V. 클럽》 (영어). 2021년 7월 20일에 원본 문서에서 보존된 문서. 2021년 7월 20일에 확인함.
6. 1 2  섀퍼, 클레어 (2020년 4월 17일). “Fiona Apple’s ‘Fetch the Bolt Cutters’ Is a Triumphant Statement of Self-Discovery and Solidarity” [피오나 애플의 ‘Fetch the Bolt Cutters’은 자아 발견과 연대에 대해 큰 승리를 거두었다는 증표이다] (영어). 롤링 스톤. 2020년 4월 21일에 원본 문서에서 보존된 문서. 2021년 7월 20일에 확인함.
7. 1 2  그린블랫, 레아 (2020년 4월 17일). “Fiona Apple returns with the wild, wooly Fetch the Bolt Cutters” [피오나 애플이 야생적이고 털로 뒤덮인 Fetch the Bolt Cutters로 돌아왔다] (영어). 엔터테인먼트 위클리. 2020년 4월 24일에 원본 문서에서 보존된 문서. 2021년 7월 20일에 확인함.
8. 1 2  스티븐 토마스, 얼와인. “Fetch the Bolt Cutters – Fiona Apple”. 《올뮤직》 (영어). 2020년 5월 15일에 원본 문서에서 보존된 문서. 2021년 7월 20일에 확인함.
9. 1 2  폴러드, 알렉산드라 (2020년 4월 17일). “Fiona Apple, Fetch the Bolt Cutters review: A witty, wonderful album laced with defiance” [피오나 애플, Fetch the Bolt Cutters 리뷰: 저항을 가미한 재치 있고도 아름다운 음반]. 《인디펜던트》 (영어). 2020년 4월 17일에 원본 문서에서 보존된 문서. 2021년 7월 20일에 확인함.
10. 1 2  호지킨슨, 윌 (2020년 4월 17일). “Fiona Apple: Fetch the Bolt Cutters review — she has Kate Bush’s poetry and the spirit of Tom Waits” [피오나 애플: Fetch the Bolt Cutters 리뷰 — 그녀는 케이트 부시의 아름다움과 톰 웨이츠의 영혼을 가지고 있다]. 《타임스》 (영어). 2020년 4월 17일에 원본 문서에서 보존된 문서. 2021년 7월 20일에 확인함. (구독 필요).
11. 1 2  펠리, 젠 (2020년 4월 17일). “Fiona Apple: Fetch the Bolt Cutters Album Review”. 《피치포크》 (영어). 2020년 4월 17일에 원본 문서에서 보존된 문서. 2021년 7월 20일에 확인함.
12. 1 2  크롤, 샬럿 (2020년 4월 17일). “Fiona Apple – ‘Fetch The Bolt Cutters’ review: an intoxicating and excoriating listen that will cut deep” [피오나 애플 – ‘Fetch The Bolt Cutters’ 리뷰: 깊게 파고드는, 도취적이고 맹비난하는 듯한 청취] (영어). NME. 2020년 4월 23일에 원본 문서에서 보존된 문서. 2021년 7월 20일에 확인함.
13. ↑  커토, 저스틴 (2020년 4월 17일). “It’s Perfect 10’s Across the Board for Fiona Apple’s Fetch the Bolt Cutters” [완벽한 10점인 피오나 애플의 Fetch the Bolt Cutters에 대한 평가]. 《벌처》 (영어). 2020년 4월 18일에 원본 문서에서 보존된 문서. 2021년 7월 20일에 확인함.
14. ↑  “Best Music and Albums of All Time”. 《메타크리틱》 (영어). 2021년 7월 14일에 원본 문서에서 보존된 문서. 2021년 7월 20일에 확인함.
15. ↑  “All Time”. 《AnyDecentMusic?》 (영어). 2021년 7월 19일에 원본 문서에서 보존된 문서. 2021년 7월 20일에 확인함.
16. ↑  “Fiona Apple’s Perfect 10” [피오나 애플의 10점 만점]. 《피치포크》 (영어). 2020년 12월 11일. 2020년 12월 13일에 원본 문서에서 보존된 문서. 2021년 7월 20일에 확인함.
17. ↑  엠파이어, 키티 (2020년 4월 18일). “Fiona Apple: Fetch the Bolt Cutters review – a strange, exceptional record” [피오나 애플: Fetch the Bolt Cutters 리뷰 – 이색적이고 특출난 작품]. 《옵저버》 (영어). 2020년 4월 18일에 원본 문서에서 보존된 문서. 2021년 7월 20일에 확인함.
18. ↑  버먼, 주디 (2020년 4월 17일). “Fetch the Bolt Cutters Is Raw, Introspective and Everything We Need Out of a Fiona Apple Album” [피오나 애플의 Fetch the Bolt Cutter는 거칠고 자기성찰적이며 우리가 필요한 모든 것을 지닌 음반이다] (영어). 타임. 2020년 4월 17일에 원본 문서에서 보존된 문서. 2021년 7월 21일에 확인함.
19. ↑  존스턴, 모라 (2020년 4월 16일). “Fiona Apple makes defiance sound exhilarating on ‘Fetch the Bolt Cutters’” [피오나 애플이 ‘Fetch the Bolt Cutters’에서 신나게 저항하는 사운드를 만들었다]. 《보스턴 글로브》 (영어). 2020년 4월 17일에 원본 문서에서 보존된 문서. 2021년 7월 20일에 확인함. (구독 필요).
20. ↑  라이언, 패트릭 (2020년 4월 17일). “Album review: Fiona Apple's 'Fetch the Bolt Cutters' is a blistering, emotional triumph” [음반 리뷰: 피오나 애플의 'Fetch the Bolt Cutters'는 맹렬하며, 감정적인 승리이다]. 《USA 투데이》 (영어). 2020년 4월 17일에 원본 문서에서 보존된 문서. 2021년 7월 21일에 확인함.
21. ↑  불록, 존 폴 (2020년 4월 17일). “Fiona Apple Breaks Bad With Fetch the Bolt Cutters” [피오나 애플이 Fetch the Bolt Cutters로 돌아오다] (영어). 스핀. 2020년 4월 18일에 원본 문서에서 보존된 문서. 2021년 7월 21일에 확인함.
22. ↑  존슨, 엘렌 (2020년 4월 17일). “Fiona Apple is Mesmerizing Beyond Belief on Fetch the Bolt Cutters” [피오나 애플은 믿을 수 없는 Fetch the Bolt Cutters로 넋을 나가게 하였다]. 《페이스트》 (영어). 2020년 4월 18일에 원본 문서에서 보존된 문서. 2021년 7월 20일에 확인함.
23. ↑  우드, 미카엘 (2020년 4월 16일). “Fiona Apple's stunningly intimate new album makes a bold show of unprettiness” [피오나 애플의 놀라울 정도의 친밀한 새 음반은 예쁘지 않음을 대담하게 드러내고 있다]. 《로스앤젤레스 타임스》 (영어). 2020년 4월 17일에 원본 문서에서 보존된 문서. 2021년 7월 21일에 확인함.
24. ↑  윌먼, 크리스 (2020년 4월 16일). “Fiona Apple’s ‘Fetch the Bolt Cutters’: Album Review” (영어). 버라이어티. 2020년 4월 17일에 원본 문서에서 보존된 문서. 2021년 7월 21일에 확인함.